# ギルバート・ヴェイン (第2代バーナード男爵)
第2代バーナード男爵ギルバート・ヴェイン（英語: Gilbert Vane, 2nd Baron Barnard、1678年4月17日（洗礼日） – 1753年4月27日）は、イギリスの貴族。

## 生涯
初代バーナード男爵クリストファー・ヴェインとエリザベス・ホリス（Elizabeth Holles、1725年11月9日没、第3代クレア伯爵ギルバート・ホリスの娘）の次男として生まれ、1678年4月17日にロンドンで洗礼を受けた。
1705年1月、メアリー・ランディル（Mary Randyll、1728年8月4日没、モーガン・ランディルの娘）と結婚、3男1女を儲けた。
- ヘンリー（1705年頃 – 1758年） - 第3代バーナード男爵、後に初代ダーリントン伯爵に叙爵
- モーガン（1706年 – 1779年11月14日） - 3度結婚しており、1人目の妻との間で1男1女を儲けた。子孫に第9代バーナード男爵ヘンリー・ド・ヴィアー・ヴェイン（英語版）がいる
- トマス（1758年没）
- アン（英語版）（1736年3月11日没） - 王太子フレデリック・ルイスの愛人

1723年10月28日に父が死去すると、バーナード男爵の爵位を継承した。
1753年4月27日に死去、長男ヘンリーが爵位を継承した。